# Eager Lion

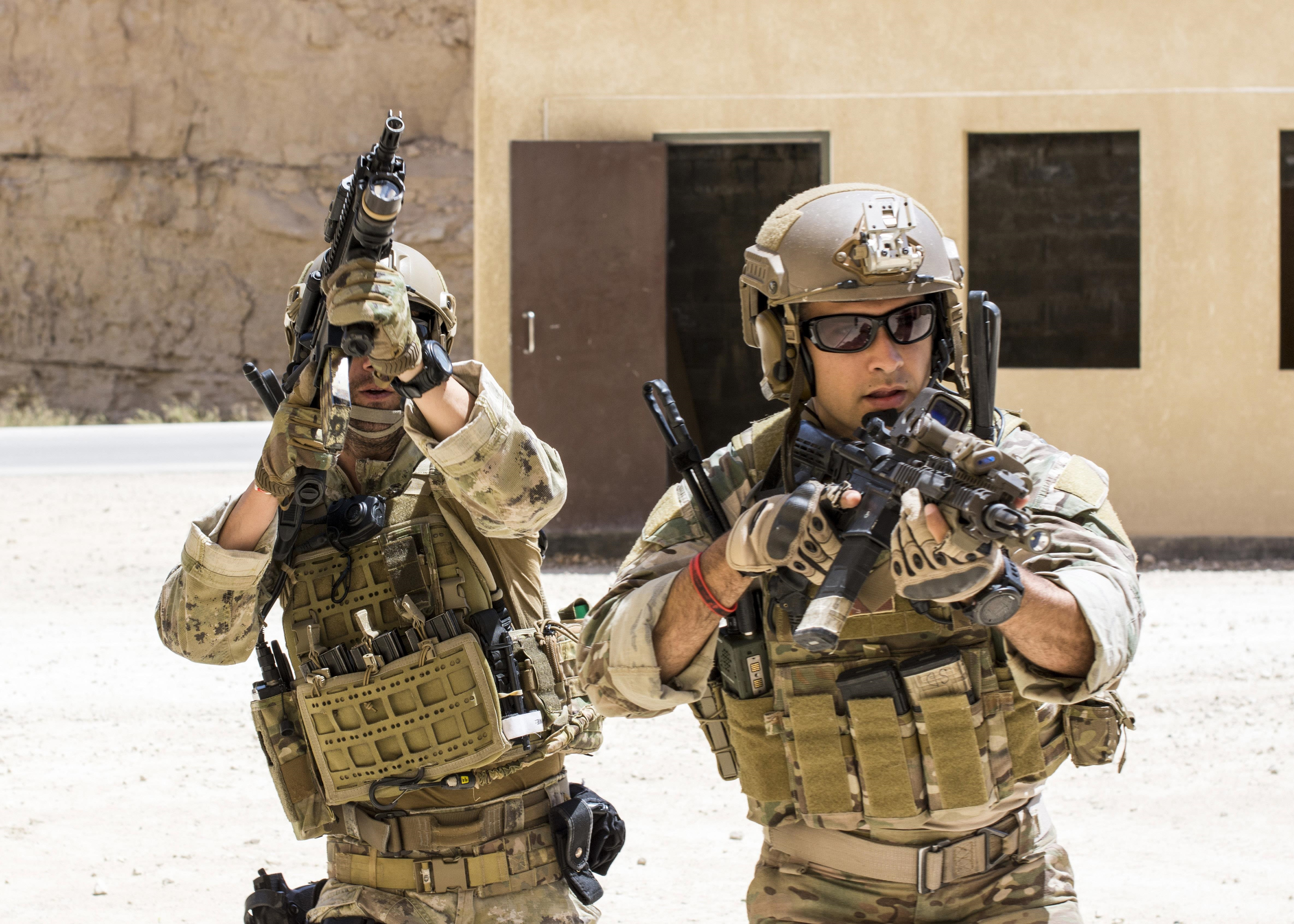
Um militar do 23º Esquadrão de Táticas Especiais da Força Aérea e das Forças Especiais Italianas participam de táticas de pequenas unidades no Centro de Treinamento de Operações Especiais Rei Abdullah II em Amã, na Jordânia, durante o Eager Lion 2017.

Eager Lion é um exercício militar multinacional de duas semanas realizado anualmente na Jordânia desde 2010. Organizado pelo Departamento de Defesa dos EUA, o exercício gira em torno de desdobramentos de tropas, guerra química, segurança de fronteiras, comando e controle, defesa cibernética e gerenciamento do espaço de batalha. De acordo com uma fonte, o exercício "representa uma conseqüência do exercício bilateral anual "Infinite Moonlight" (Luar Infinito) dos EUA e Jordânia que remonta à década de 1990".
Em 2015, 18 países participaram do exercício: Jordânia, Reino Unido, França, Itália, Paquistão, Estados Unidos, Canadá, Bélgica, Polônia, Austrália, Kuwait, Bahrein, Catar, Arábia Saudita, Egito, Emirados Árabes Unidos, Líbano, Iraque, e Iêmen. O Eager Lion é agora o maior exercício militar americano no Oriente Médio, tendo superado o Bright Star.
A 10ª iteração do exercício Eager Lion ocorreu de 4 a 15 de setembro de 2022, com 30 países. Os americanos reafirmaram que o exercício ressalta o compromisso dos Estados Unidos com aliados no Oriente Médio para a defesa conjunta contra ameaças híbridas de atores estatais e não-estatais. O cenário deste ano testou a interoperabilidade, abordando os desafios regionais nos domínios aéreo, terrestre, marítimo e cibernético. As atividades do Eager Lion de 2022 incluíram uma missão de bombardeio de longo alcance, ameaças cibernéticas de adversários fictícios, comunicação e coordenação entre agências, desenvolvimento de habilidades de contraterrorismo, sincronização integrada de defesa aérea e antimísseis, proficiência avançada para segurança marítima e de fronteira, resposta a desastres e ajuda humanitária. O exercício também contemplou treinamento de campanha com tiro real de armas combinadas, treinamento de posto de comando e um seminário para altas lideranças com relação à facilitação do compartilhamento de informações do nível tático ao estratégico.
Aproximadamente 1.700 militares americanos, 2.200 jordanianos e 591 militares da coalizão de 28 outras nações parceiras participaram ou observaram o exercício de treinamento militar multilateral. Este Eager Lion havia sido programado para 2021, mas fora adiado devido à pandemia da COVID-19.

## Participantes

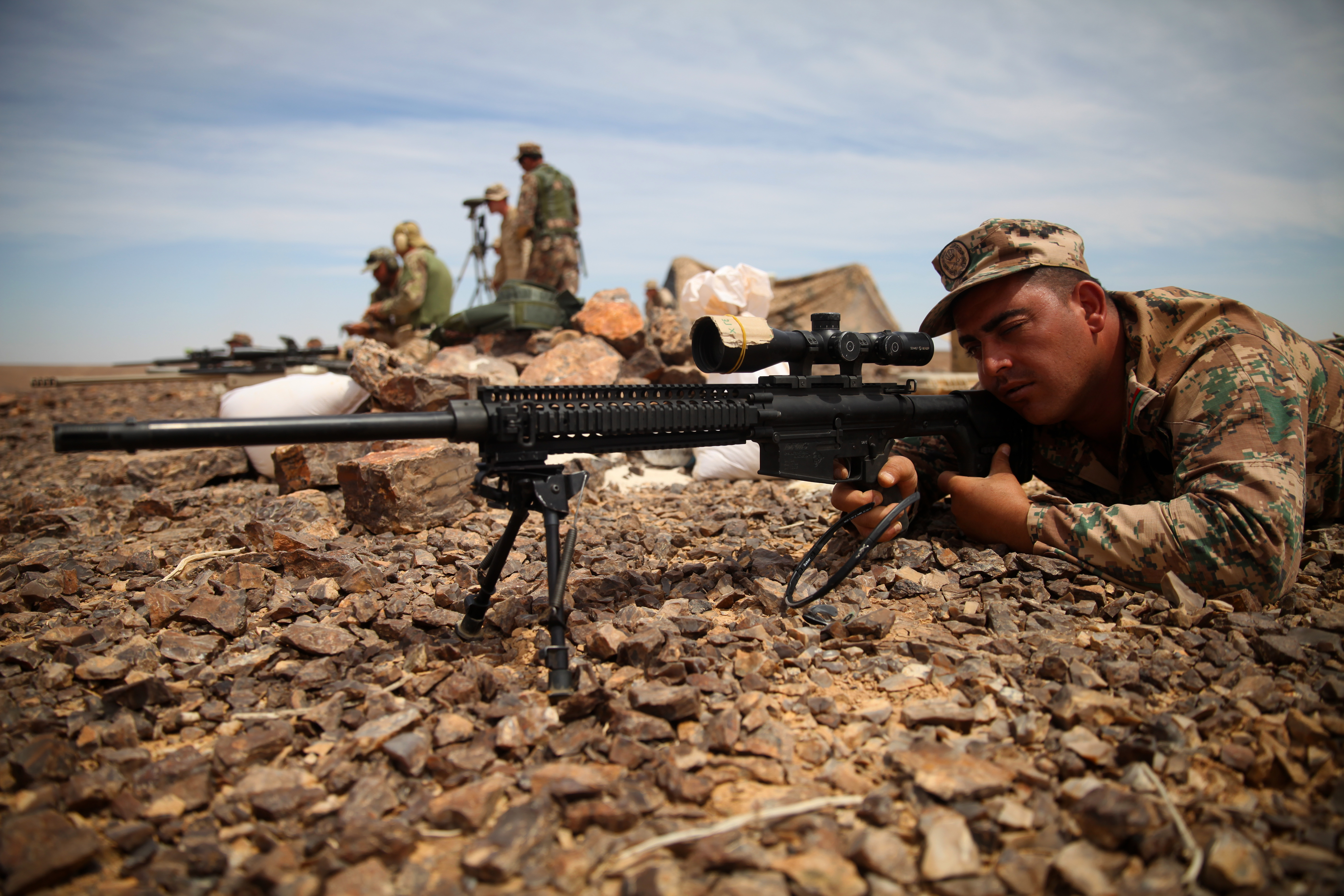
Sniper das Forças Armadas da Jordânia.

- Jordânia
- Estados Unidos
- Reino Unido
- Emirados Árabes Unidos
- Austrália
- Iraque
- Arábia Saudita
- Qatar
- Bahrain
- Kuwait
- Canadá
- Polônia
- França
- Itália
- Egito
- Paquistão